# Kapucijnkever
De kapucijnkever (Bostrichus capucinus) is een keversoort uit de familie boorkevers (Bostrichidae). De wetenschappelijke naam van de soort werd in 1758 als Dermestes capucinus gepubliceerd door Carl Linnaeus.